# Aeroporto Municipal de Galion
O Aeroporto Municipal de Galion (IATA: GQQ, ICAO: KGQQ, FAA LID: GQQ) fica a cinco quilômetros a nordeste de Galion, no Condado de Crawford, Ohio. O Plano Nacional de Sistemas Aeroportuários Integrados para 2009-2013 o classificou como um aeroporto de aviação geral.

## Instalações
O aeroporto cobre 152 acre(s)s (62 ha) a uma altitude de 1.224 pés (373 m). Sua pista, 23/5, é de 1.050 x 23 metros (3.505 x 75 pés).
No ano encerrado em 29 de junho de 2009, o aeroporto realizou 6.216 operações de aeronaves, com média de 17 por dia: 99,7% da aviação geral e 0,3% das forças armadas. 31 aeronaves foram então baseadas neste aeroporto, todas monomotoras.